# Svartfotad trädblomfluga
Svartfotad trädblomfluga (Spilomyia manicata) är en tvåvingeart som först beskrevs av Camillo Rondani 1865.  Svartfotad trädblomfluga ingår i släktet trädblomflugor, och familjen blomflugor.
Artens utbredningsområde är Italien. Arten är reproducerande i Sverige. Inga underarter finns listade i Catalogue of Life.